# Uttleya
Uttleya là một chi ốc biển, là động vật thân mềm chân bụng sống ở biển trong họ Muricidae, họ ốc gai.

## Các loài
Các loài thuộc chi Uttleya bao gồm:
- Uttleya ahiparana (Powell, 1927)[2]
- Uttleya arcana Marwick, 1934[3]
- Uttleya marwicki Powell, 1952[4]